# 플래그 데이
"플래그 데이"(영어: Flag Day)는 2021년 개봉한 미국의 드라마 영화이다. 숀 펜이 감독과 주연을 맡았다. 제74회 칸 영화제(2021년) 황금종려상 경쟁후보작이다.

## 출연진
- 숀 펜
- 딜런 펜
- 조시 브롤린
- 노버트 리오 버츠
- 데일 디키
- 에디 마산
- 베일리 노블
- 후퍼 펜
- 제이딘 라일리
- 마일스 텔러
- 캐서린 위닉
- 제임스 루소